# Энгельгардт, Борис Михайлович
Бори́с Миха́йлович Энгельга́рдт 15 [27] ноября 1887, Батищево, Дорогобужский уезд, Смоленская губерния, Российская империя — 25 января 1942 года, Ленинград, РСФСР, СССР) — советский филолог, литературовед и переводчик. Сын Михаила Энгельгардта.

## Биография

### Происхождение
Родился в семейной усадьбе Батищево Дорогобужского уезда Смоленской губернии. Принадлежал к известной семье, внук А. Н. Энгельгардта, сын М. А. Энгельгардта,
племянник Н. А. Энгельгардта, двоюродный брат А. Н. Энгельгардт (1894/95—1942), второй жены Николая Гумилёва.
В 1906 году окончил 7-ю Санкт-Петербургскую гимназию и поступил в Петербургский университет. В 1909 году уехал в Германию, где четыре семестра изучал теорию познания, общую методологию науки и эстетики у известных немецких учёных-неокантианцев. В 1911 году вернулся в Россию и продолжил обучение на историко-филологическом факультете Санкт-Петербургского университета, окончив его в 1914 году. В этом же году поступил в Павловское военное училище, был зачислен в лейб-гвардии Кексгольмский полк, но вскоре по болезни переведён в Петербург.

### Профессиональная деятельность
После революции, в 1918-1919 годах, преподавал в Вологодском институте народного образования.
В 1919 году был избран преподавателем Института живого слова, где читал  курс «введение в эстетику слова».
Осенью 1919 года приступил к чтению лекций в Институте истории искусств (ГИИИ) в Ленинграде. Там он занял кафедру теории поэзии. С марта 1920 года и до 1925 года, как профессор литературы, читал там курс «методологии истории литературы»
Разработал оригинальные литературоведческие концепции, отличные от методологических систем, популярных в 1920-е годы (формальная школа, работы М. М. Бахтина).
Начиная с 1930-х годов работал только как переводчик. В 1938 году был опубликован роман «Хитроу́мный ида́льго Дон Кихо́т Лама́нчский» в его переводе.
В 1930 году был арестован по Академическому делу и выслан на Север, на строительство Беломоро-Балтийского канала. Вернулся из ссылки в 1932 году, официально проживал в Малой Вишере, фактически жил в Ленинграде (Кирочная улица, д. 8, кв. 33).

## Семья
Первая жена — Наталья Евгеньевна Гаршина (1887 — 1930). Закончила Бестужевские курсы в Петербурге по специальности «Всеобщая история». Занималась изучением древних источников и классической археологией. С 1918 года служила ассистентом в отделе древностей Эрмитажа, в 1926 году — помощником главного хранителя отдела классической нумизматики. Покончила с собой после ареста мужа в 1930 году, повторив судьбу своего дяди, В. М. Гаршина Двоюродная  сестра В. Г. Гаршина.
Вторым браком 7 октября 1934 г. женился на поэтессе Лидии Михайловне Андриевской (24 февраля 1900, Орёл — 6 февраля 1942, Ленинград).  Историк, филолог. Отец, М. С. Андриевский, нотариус, происходил из потомственной семьи священников из Полтавской губернии. Училась в гимназии М. Н. Стоюниной. После революции, в 1919 г. с родителями уехала на юг России, где её отец умер (17 февраля 1920 г.); братья, Юрий и Михаил Андриевские, в апреле 1920 г. покинули Россию, одновременно с А. Деникиным  В 1920-23 гг. жила в Керчи.
В 1920 г. вышла замуж за писателя и известного общественного деятеля А. И. Савенко. Жила в Керчи. В 1922 году вместе с матерью и мужем приезжала в Петроград (в связи с начавшимся заболеванием А. И. Савенко). Овдовела 30 января 1923 г., похоронила мужа на городском кладбище г. Керчи. В 1923 г. вернулась в Петроград.
В 1924 г. поступила в ГИИИ; одновременно закончила этно-лингвистическое отделении факультета общественных наук ЛГУ. Закончила ГИИИ в 1928 гг., была оставлена в ГИИИ научным сотрудником.
В 1932—1935 гг. научный сотрудник Государственной Публичной библиотеки. Уволена в начале 1935 г. C 1935 г. преподавала историю литературы на курсах БДТ, в хореографическом училище им. А. Вагановой.
Занималась изучением творчества поэта Е. А. Баратынского. В начале 1930-х гг. принимала участие в составлении Словаря древнерусского языка и Толкового словаря современного русского языка. Писала стихи и прозу.
Близкая подруга Анны Ахматовой и художницы Т. Н. Глебовой. Друзьями Энгельгардтов были Лидия Гинзбург, Михаил Лозинский, Юрий Тынянов, Виктор Шкловский . Эмма Герштейн пишет, что Л. Н. Гумилёв «называл Энгельгардтов лучшими людьми России».

### Смерть
Умер 25 января 1942 года в блокадном Ленинграде. Смерть Энгельгардтов описана А. Н. Болдыревым:
«Когда ушел он <Франковский> — неизвестно, известно лишь, что около 12 ч. в ночь с 31-го на 1-е февраля он шел по Литейному на угол Кирочной и ощутил такой упадок сил, что вынужден был отказаться от мысли дойти до дому. Он свернул на Кирочную, чтобы искать приюта у Энгельгардтов (дом Анненшуле), но по лестнице подняться уже не мог. Упросил кого-то из прохожих подняться до квартиры Энгельгардта, известить их. Было 12 ч. В этот момент как раз испустил дух на руках у жены сам Энгельгардт. Она, больная, температура 39, крупозное воспаление легких, сползла вниз (прохожие отказались помочь) и втащила А. А., уложила его на „еще теплый диван Энгельгардта“. Там он лежал и там умер 3-го утром. Жена Энгельгардта кого-то просила передать, чтобы зашли к ней знакомые его, узнать обо всем. Сразу они не смогли, а когда зашли, числа 7-го, 8-го, обнаружили, что жена Энгельгардта тоже умерла накануне. По-видимому, перед смертью ей удалось отправить в морг Дзержинского района тела Энгельгардта и Франковского вместе, на одних санках»
Похоронен на Большеохтинском кладбище в общей могиле, вместе со своей женой Лидией, умершей 6 февраля 1942 г.

### Переводы и обработки
- Диккенс Ч. Большие надежды / Пер. и вступит. статья Б. М. Энгельгардта. — Л.: Гослитиздат, 1941. — 416 с.
- Свифт Д. Путешествие в некоторые отдалённые страны света Лемюэля Гулливера, сначала хирурга, а потом капитана нескольких кораблей: роман / Пер. с англ. и ред. Б. М. Энгельгардта. — Минск: АО «Валев», 1992. — 335 с. — (Сказки народов мира, 6). — 200 000 экз.
- Свифт Д. Путешествие в некоторые отдалённые страны света Лемюэля Гулливера, сначала хирурга, а потом капитана нескольких кораблей: Роман: [Для сред. и ст. шк. возраста] / Пер. с англ. и ред. Б. М. Энгельгардта. — Архангельск: Сев.-зап. кн. изд-во, 1986. — 285 с. — 110 000 экз.
- Свифт Д. Путешествие в некоторые отдалённые страны света Лемюэля Гулливера, сначала хирурга, а потом капитана нескольких кораблей: Роман: [Для сред. и ст. шк. возраста] / Пер. с англ. Б. М. Энгельгардта. — Л.: Дет. лит, 1980. — 511 с. — 100 000 экз.
- Свифт Д. Путешествие в некоторые отдалённые страны света Лемюэля Гулливера, сначала хирурга, а потом капитана нескольких кораблей: Роман: [Для ст. шк. возраста] / Пер. с англ. и ред. Б. М. Энгельгардта. — М.: Металлургия, 1984. — 342 с. — (Б-ка приключений: В 20-ти т.; Т. 2). — 416 000 экз.
- Свифт Д. Путешествие в некоторые отдалённые страны света Лемюэля Гулливера, сначала хирурга, а потом капитана нескольких кораблей / Пер. с англ. и ред. Б. М. Энгельгардта. — М.: Детгиз, 1955. — 432 с. — (Б-ка приключений. – 2). — 300 000 экз.
- Свифт Д. Путешествие Лемюэля Гулливера: [Для сред. и ст. возраста] / Пер. с англ. Б. М. Энгельгардта. — Ташкент: Медицина, 1984. — 191 с. — 170 000 экз.
- Свифт Д. Путешествие Лемюэля Гулливера в Лилипутию / Пер. с англ. и ред. Б. М. Энгельгардта. — Орджоникидзе: Ир, 1973. — 90 с. — 160 000 экз.
- Свифт Д. Путешествия в некоторые отдалённые страны света Лемюэля Гулливера, сначала хирурга, а потом капитана нескольких кораблей: Роман: [Для сред. и ст. шк. возраста] / Пер. Б. М. Энгельгардта. — Душанбе: Адиб, 1990. — 331 с. — 120 000 экз. — ISBN 5-8362-0502-7.
- Свифт Д. Путешествия Гулливера: [Для сред. и ст. шк. возраста] / Пер. с англ. и ред. Б. М. Энгельгардта. — М.: Бамбук, 1999. — 220 с. — 10 000 экз. — ISBN 5-8203-0029-7.
- Свифт Д. Путешествия Лемюэля Гулливера в некоторые отдалённые страны света, сначала хирурга, а потом капитана нескольких кораблей: Роман: [Для сред. и ст. шк. возраста] / Пер. с англ. и ред. Б. М. Энгельгардта. — Л.: Дет. лит, 1989. — 271 с. — 200 000 экз. — ISBN 5-08-000208-5.
- Свифт Д. Путешествия Лемюэля Гулливера в некоторые отдалённые страны света, сначала хирурга, а потом капитана нескольких кораблей / Пер. с англ. Б. М. Энгельгардта. — М.: Мол. гвардия, 1984. — 287 с. — (Шк. б-ка). — 100 000 экз.
- Свифт Д. Путешествия Лемюэля Гулливера в некоторые отдалённые страны света, сначала хирурга, а потом капитана нескольких кораблей / Пер. с англ. Б. М. Энгельгардта. — М.: Правда, 1979. — 303 с. — (Приключенческие романы и рассказы). — 500 000 экз.
- Свифт Д. Путешествия Лемюэля Гулливера в некоторые отдалённые страны света, сначала хирурга, а потом капитана нескольких кораблей / Пер. с англ. и ред. Б. М. Энгельгардта. — Л.: Дет. лит, 1966. — 430 с. — (Школьная б-ка [Для сред. школы]). — 200 000 экз.
- Свифт Д. Путешествия Лемюэля Гулливера: [Для сред. школы] / Пер. Б. М. Энгельгардта. — М.; Л.: Детгиз, 1949. — 352 с. — (Школьная б-ка). — 50 000 экз.
- Свифт Д. Путешествия Лемюэля Гулливера: [Для старш. возраста] / Пер. и ред. Б. М. Энгельгардта. — М.; Л.: Детгиз, 1946. — 335 с. — 25 000 экз.
- Свифт Д. Путешествия Лемюэля Гулливера: [Для сред. и ст. возраста] / Пер. с англ. Б. М. Энгельгардта. — Ташкент: Медицина, 1985. — 200 с. — 170 000 экз.
- Свифт Д. Путешествия Лемюэля Гулливера: [Для сред. и ст. шк. возраста] / Пер. с англ. и ред. Б. М. Энгельгардта. — Ташкент: Медицина, 1986. — 383 с. — 240 000 экз.
- Свифт Д. Путешествия Лемюэля Гулливера: [Для сред. и ст. шк. возраста] / Пер. с англ. и ред. Б. М. Энгельгардта. — Ташкент: Медицина УзССР, 1989. — 383 с. — 50 000 экз. — ISBN 5-638-00332-0.
- Свифт Д. Путешествия Лемюэля Гулливера: [Для ст. шк. возраста] / Пер. с англ. и ред. Б. М. Энгельгардта. — М.: ВО «Совэкспорткнига», 1991. — 317 с. — 500 000 экз. — ISBN 5-85844-011-8.
- Сервантес Сааведра М. Хитроумный идальго Дон Кихот Ламанчский: Роман: [Для ст. шк. возраста] / Обраб. для детей, авт. послесл. и примеч. Б. М. Энгельгардт. — М.: Дет. лит, 1986. — 558 с. — 550 000 экз.
- Сервантес Сааведра М. Хитроумный идальго Дон Кихот Ламанчский: Роман: [Для сред. и ст. шк. возраста] / Обраб. для детей, примеч. и послесл. Б. М. Энгельгардта. — Днепропетровск: Промінь, 1986. — 544 с. — (Школ. б-ка). — 100 000 экз.
- Сервантес Сааведра М. Хитроумный идальго Дон Кихот Ламанчский: Роман: [Для сред. и ст. возраста] / Обраб. для детей [и послесл. написал] Б. М. Энгельгардт. — Л.: Дет. лит, 1977. — 558 с. — 100 000 экз.
- Сервантес Сааведра М. Хитроумный идальго Дон Кихот Ламанчский: Роман: [Для сред. и ст. шк. возраста] / Обраб. и послесл. написал Б. М. Энгельгардт. — Минск: Мастацкая літ, 1976. — 464 с. — 115 000 экз.
- Сервантес Сааведра М. Хитроумный идальго Дон Кихот Ламанчский / Обраб. для детей сред. и ст. возраста Б. М. Энгельгардта. — Л.: Детгиз, 1955. — 567 с. — 75 000 экз.
- Сервантес Сааведра М. Хитроумный идальго Дон Кихот Ламанчский / Обраб. Б. М. Энгельгардта. — М.; Л.: Детиздат, 1941. — 684 с. — 50 000 экз.
- Сервантес Сааведра М. Хитроумный идальго Дон Кихот Ламанчский / Обраб. Б. М. Энгельгардта. — М.; Л.: Детиздат, 1938. — 592 с. — 62 000 экз. — ISBN Школ. б-ка. Для неполной сред. и сред. школы.
- Скотт В. Айвенго: Для средн. и старш. возраста / Пер. Е. Бекетовой под ред. Б. М. Энгельгардта; Ю. Ременниковой; Прим. Б. М. Энгельгардта. — М.; Л.: Детиздат, 1936. — 679 с. — 25 000 экз.
- Скотт В. Айвенго / Пер. Е. Бекетовой, Ю. Ременниковой; Прим. Б. М. Энгельгардта. — Рига: Латгосиздат, 1950. — 472 с. — (Классики мировой литературы). — 50 000 экз.
- д’Эрвильи Э. Приключения доисторического мальчика: [Для дошк. возраста] / Обраб. Б. М. Энгельгардта. — М.: СП «Подиум», 1991. — 92 с. — 100 000 экз. — ISBN 5-85240-016-5.
- д’Эрвильи Э. Приключения доисторического мальчика: [Для мл. шк. возраста] / Обраб. Б. М. Энгельгардта. — Краснодар: Кн. изд-во, 1990. — 92 с. — 200 000 экз. — ISBN 5-75610-0335-X.
- д’Эрвильи Э. Приключения доисторического мальчика: [Для мл. шк. возраста] / Обраб. Б. М. Энгельгардта. — Красноярск: Кн. изд-во, 1982. — 95 с. — 150 000 экз.
- д’Эрвильи Э. Приключения доисторического мальчика: [Для нач. школы] / Обраб. Б. М. Энгельгардта. — М.; Л.: Детиздат ЦК ВЛКСМ, 1941. — 92 с. — (Школьная б-ка).
- д’Эрвильи Э. Приключения доисторического мальчика: [Повесть] / Обраб. Б. М. Энгельгардта. — М.: Дет. лит, 1973. — 94 с. — (Школьная б-ка для нерус. школ: Для нач. школы). — 150 000 экз.
- д’Эрвильи Э. Приключения доисторического мальчика: [Повесть] / Обраб. Б. М. Энгельгардта. — М.: Дет. лит, 1969. — 94 с. — (Школьная б-ка для нерус. школ: Для восьмилет. школы). — 100 000 экз.
- д’Эрвильи Э. Приключения доисторического мальчика: [Повесть] / Обраб. Б. М. Энгельгардта. — Л.: Дет. лит, 1970. — 95 с. — (Школьная б-ка: Для нач. школы). — 100 000 экз.
- д’Эрвильи Э. Приключения доисторического мальчика: [Для мл. шк. возраста] / Обраб. Б. М. Энгельгардта. — Челябинск: Юж.-Урал. кн. изд-во, 1985. — 93 с. — 200 000 экз.
- д’Эрвильи Э. Приключения доисторического мальчика: Повесть: [Для детей] / В пересказе Б. М. Энгельгардта. — Калининград: Кн. изд-во, 1990. — 92 с. — 110 000 экз. — ISBN 5-85500-121-0.